# Thamnostoma tetrellum
Thamnostoma tetrellum är en nässeldjursart som först beskrevs av Ernst Haeckel 1879.  Thamnostoma tetrellum ingår i släktet Thamnostoma och familjen Bougainvilliidae. Inga underarter finns listade i Catalogue of Life.